# Saison 1 de Jackie Chan
 (mars 2025).
Si vous disposez d'ouvrages ou d'articles de référence ou si vous connaissez des sites web de qualité traitant du thème abordé ici, merci de compléter l'article en donnant les références utiles à sa vérifiabilité et en les liant à la section « Notes et références ».
Cet article présente le guide des épisodes de la saison 1 de la série télévisée Jackie Chan.

Les épisodes 4, 8 et 12 font partie de la saison 2[réf. nécessaire]. 

## Épisode 01:Le Bouclier antique
Cette saison commence par la découverte archéologique de Jackie Chan en Bavière : un ancien bouclier imprégné du talisman du coq. Arrivé chez son Oncle qui tient un magasin d'antiquités, il se rend compte que le talisman intéresse beaucoup de monde comme la Main Noire ou la section 13. Jackie accueille également sa nièce Jade mais cette dernière n'attend qu'une chose : de l'action, ce pour quoi elle est servie car la Main Noire, non contente d'être un réseau très élaboré avec notamment le "sumo" japonais Torhu (qui n'aime pas le poisson, un comble pour un japonais), a aussi sous ses ordres une armée de ninjas. À la fin de l'épisode, nous apprenons que les ninjas sont contrôlés par une statue de pierre du nom de Shendu qui convoite les douze talismans tandis que Jackie accepte de les rechercher pour le compte de la section 13.
Episode disponible en ligne

https://www.dailymotion.com/video/x5zdx1s

## Épisode 02:Les Pouvoirs magiques de Jade
L'oncle de Jackie essaie de trouver les pouvoirs du talisman mais il tombe accidentellement dans la soupe de Jade par qui il est avalé. Jackie et elles sont capturées mais Jade découvre les pouvoirs de lévitation du talisman dont elle se sert pour les aider à s'enfuir.
Episode disponible en ligne

https://www.dailymotion.com/video/x5yz33q

## Épisode 03:Le Masque d'el toro fuerte
Jackie et Jade sont à Mexico pour retrouver le talisman du bœuf qui procure la force mais celui-ci est porté par le catcheur El Toro dans le but de gagner ses matches. Jackie tente lui-même de lui l'enlever mais est humilié. Les Ninjas s'occupent alors du catcheur et capturent Jackie mais Jade parvient à redonner le moral à El Toro afin qu'ils sauvent Jackie et qu'il retrouve l'admiration de son jeune fan, Packo.

## Épisode 04:Ruines et Joyaux
À la recherche du Talisman Serpent, Jackie et Jade croisent le chemin d'un "archéologue" de la télé hypocrite, Wesley Rank. Jackie doit empêcher Rank et la Main Noire de s'emparer du talisman.

## Épisode 05:Pas vu, pas pris
Jackie se voit obliger de cambrioler le Museum de New -York pour prendre le talisman mais, sur place, il confond son paquet avec celui de Vipère, une voleuse professionnelle venue pour le diamant "Puma Rose". Jackie est emprisonné tandis que Vipère découvre les pouvoirs d'invisibilité du talisman. Elle sauve Jackie en demandant que Jade restitue le Puma Rose qu'elle avait subtilisé à Jackie. Mais Vipère s'arrange pour garder le talisman jusqu'à ce que les ninjas viennent l'attaquer. Jackie et Jade l'aident faisant ainsi partie de la parade du 4-juillet et reprennent ainsi le talisman.

## Épisode 06:Projection astrale
Jackie parvient à prendre le talisman du mouton dans un fourgon en marche. Jade essaie de découvrir ses pouvoirs qui se révèlent être la projection astrale. l'esprit de Jade évadé, la Main Noire n'a aucun mal à s'emparer du talisman ce qui permet à Shendu de l'utiliser à son tour pour entrer dans le corps de Jade avant le retour de cette dernière. Mais l'esprit de Jade parvient à prévenir Jackie en entrant dans son rêve ce qui met fin à la manigance de Shendu mais leur fait perdre le talisman.

## Épisode 07:La Carapace de tortue
Jackie se rend compte que le talisman du lièvre, talisman de la vitesse est incorporé dans la carapace d'une tortue géante des Galapagos mais la tortue a été vendue par Valmont à un trafiquant. Jade suit et sauve la tortue et le talisman.

## Épisode 08:Retour vers le passé
Après une mauvaise manipulation du talisman du lièvre, Jade se retrouve envoyée dans le passé, à l'époque où Jackie avait son âge. Tous deux se battent alors contre la Main Noire ayant suivi Jade.

## Épisode 09:Le Pouvoir du dragon
La Main Noire parvient à s'emparer du talisman du dragon caché dans un volcan mais Valmont veut garder pour lui afin de pouvoir cambrioler des mines d'or. Il blesse notamment gravement le capitaine Black de la section 13 mais Shendu s'énerve et envoie ses ninjas chercher le talisman au moment où Valmont était en train de perdre face à Jackie.

## Épisode 10:Turbo troll
Jackie achète le talisman du rat à une enchère mais doit se battre avec les Ninjas dans un immeuble en démolition. Il s'en sauve mais tombe malencontreusement sur le jouet préféré de Jade ce qui lui casse la jambe. Le talisman de l'animation lui donne vie et Jackie, Jade et la Main Noire se mettent alors dans toute la ville à la recherche du jouet. Jackie garde finalement le talisman mais hérite de ses deux jambes cassées.

## Épisode 11:L'Antidote
Jackie s'empare à nouveau d'un talisman, celui du cheval en haute montagne. Valmont s'arrange donc afin d'empoisonner Jackie et ne lui donner l'antidote qu'à condition de récupérer les autres talismans. Jackie refuse de céder mais Jade vole les talismans pour son bien. Malheureusement, elle oublie celui du cheval et Torhu brise le flacon qui contenait l'antidote qui aurait pu guérir Jackie de son poison pétrificateur. Jackie se pétrifie mais le talisman du cheval est celui de la guérison et il s'en sort, réglant son compte à la Main Noire.

## Épisode 12:Le Guerrier sacré
Jackie abrite au musée une statue qui pourrait avoir un rapport avec les talismans et Jade décide d'utiliser le talisman du rat pour le faire parler. Lo Pei veut protéger les talismans du "démon suprême" mais, attaqué par les Ninjas, il accepte de laisser Jackie et Jade s'en occuper.

## Épisode 13:Le Tigre noir
Jackie découvre le talisman de l'immortalité du chien dans un moulin et le donne à l'oncle qui en profite pour avoir une seconde jeunesse. Après les performances décevantes de Torhu, Valmont décide d'engager un nouveau "colosse", Akfu. Pourtant, les deux s'inclinent devant l'oncle en pleine forme en Bavière où Jackie s'empare du talisman des faisceaux oculaires du cochon.

## Épisode 14:Singeries
Jackie et Jade découvrent le talisman du singe dans des ruines sous-marines mais, arrivés au bateau, ils se retrouvent confrontés à Torhu et les autres en pleine tempête. Ils chavirent sur une île déserte où le talisman du singe transformera les naufragés en animaux. Après la "guerre des animaux", Jackie et Jade gardent le talisman.

## Épisode 15:Double Jacky
Le talisman du tigre gagné à un concours de mangeurs de tartes par Jackie sépare ce dernier en deux, yin / yang. Le "méchant" Jackie est capturé lors d'un assaut de Valmont et accepte de ramener à ce dernier les autres talismans en échange d'argent. Jade et le "gentil" Jackie tentent de s'interposer mais Valmont s'en empare et Shendu renaît.

## Épisode 16:Les Douze Talismans
Shendu refuse de tenir la promesse qu'il avait faite à Valmont quant à lui offrir son trésor en échange des talismans et blesse notamment Torhu. Ce dernier tourne alors le dos à la Main Noire pour donner des informations sur Shendu à l'oncle. Jackie se rend à Hong-Kong où Shendu a regagné son ancien palais afin de faire renaître son armée de petits dragons avant le nouvel an chinois. Jackie essaie alors de lui dérober les talismans grâce à la potion de l'oncle puis Jade tue le démon avec le talisman du dragon. Il est l'heure pour Jade de rentrer chez ses parents mais ceux-ci acceptent, à son plus grand bonheur, qu'elle reste avec Jackie un an de plus.